# Ammothella setacea
Ammothella setacea is een zeespin uit de familie Ammotheidae. De soort behoort tot het geslacht Ammothella. Ammothella setacea werd in 1938 voor het eerst wetenschappelijk beschreven door Helfer. 